# Département du bien-être social et du développement
Aux Philippines, le département du bien-être social et du développement (philippin : Kagawaran ng Kagalingan at Pagpapaunlad Panlipunan) est un département exécutif du gouvernement (en) ; il est chargé de la politique sociale et du développement social de la population. Le département est dirigé par le Secrétaire du bien-être social et du développement (en), membre du Cabinet (en). Depuis 2018, cette fonction est exercée par Rolando Joselito Bautista (en).